# Afrosciadium
Afrosciadium là chi thực vật có hoa trong họ Apiaceae.